# Sing Street (Original Motion Picture Soundtrack)
Der von John Carney und Gary Clark geschriebene Sing Street Original Motion Picture Soundtrack enthält die Musik zum Film Sing Street und wurde am 18. März 2016 von Decca Records veröffentlicht.

## Produktion
Der Soundtrack zum Film Sing Street enthält neben Liedern, die von Regisseur John Carney und Gary Clark geschrieben und von der Filmband interpretiert wurden, neun weitere Lieder aus dem Film. Clark war in den 1980er Jahren der Frontman der britischen Popband Danny Wilson, die ihren größten Erfolg mit der aus dem Jahr 1987 stammenden Single Mary’s Prayer hatte.
Der Soundtrack ist eine Mischung aus Popnummern, Balladen und Rock. Nicht auf dem Soundtrack enthalten, aber im Film gespielt wird ein Lied von a-ha.

## Veröffentlichung
Der Soundtrack zum Film wurde am 18. März 2016 von Decca Records weltweit als Download veröffentlicht. Er umfasst 17 Lieder und enthält neben Liedern, die von Regisseur John Carney und Gary Clark geschrieben und von der Filmband interpretiert wurden, neun weitere Lieder aus dem Film.

## Rezeption
Scott Feinberg von The Hollywood Reporter erachtet das letzte Lied des Soundtracks Go Now als Oscar-würdig, und dieses wurde neben dem Song Drive It Like You Stole It im Dezember 2016 als Anwärter bei der Oscarverleihung 2017 in der Kategorie Bester Filmsong in die Kandidatenliste (Longlist) aufgenommen, aus denen die Mitglieder der Akademie die offiziellen Nominierungen bestimmten. Bei den International Online Cinema Awards 2017 wurde letzterer in der Kategorie Best Original Song ausgezeichnet. Im Rahmen der London Critics’ Circle Film Awards 2017 wurden Gary Clark und John Carney in der Kategorie Beste Filmmusik nominiert. Bei der Wahl für die Three Empire Awards 2017 wurde der Soundtrack in der Kategorie Bester Soundtrack in die Shortlist aufgenommen. Becky Bentham wurde als Music Supervisor von Sing Street im Rahmen der Chlotrudis Awards 2017 für den Besten Einsatz von Musik in einem Film ausgezeichnet.

## Titelliste
1. Rock N Roll Is a Risk (Dialogue) – Jack Reynor
2. Stay Clean – Motörhead
3. The Riddle of the Model – Sing Street
4. Rio – Duran Duran
5. Up – Sing Street
6. To Find You – Sing Street
7. Town Called Malice – The Jam
8. Inbetween Days – The Cure
9. A Beautiful Sea – Sing Street
10. Maneater – Hall & Oates
11. Steppin’ Out – Joe Jackson
12. Drive It Like You Stole It – Sing Street
13. Up (Bedroom Mix) – Sing Street
14. Pop Muzik – M
15. Girls – Sing Street
16. Brown Shoes – Sing Street
17. Go Now – Adam Levine

## Erfolge
Der Soundtrack stieg im August 2016 auf Platz 12 in die US-amerikanischen Billboard-Soundtrack-Album-Charts ein und erreichte mit Platz 16 in den Soundtrack-Album-Charts im Vereinigten Königreich seine höchste Platzierung.